# 莫傑斯卡峽谷 (加利福尼亞州)
莫傑斯卡峽谷（英語：Modjeska Canyon）是位於美國加利福尼亞州橘縣的一個非建制地區。該地的面積和人口皆未知。

## 地理
莫傑斯卡峽谷的座標為33°42′39″N 117°38′29″W / 33.71083°N 117.64139°W，而該地的平均海拔高度為48米（即157英尺）。